# Fria Tidningen
Fria Tidningen var en svensk rikstäckande tidning med inrikesnyheter, utrikesnyheter, kultur med mera från mediekooperativet Fria Tidningar. Fria Tidningen startade i januari 2008 med utgivning en dag i veckan men utgavs från och med februari 2010 varje onsdag och lördag. Efter Fria Tidningens start fick Stockholms Fria Tidning och Göteborgs Fria Tidning en starkare lokal prägel.
Mediekoncernen ETC (tidskrift), som ägde Fria Tidningar, förklarade i november 2017 att man ska lägga ner dem och alla anställda journalister har blivit varslade. Fria Tidningen blev inte nerlagd förrän i april 2018 av ETC. Tidningen räddades under ett år av Mediehuset Grönt AB men i april 2019 tvingades även de att lägga ner Fria Tidningen.